# ملعب الرئيس خوان دومينغو بيرون
ملعب الرئيس خوان دومينغو بيرون (بالإنجليزية: Estadio Presidente Juan Domingo Perón)‏ هو ملعب كرة قدم يقع في الأرجنتين، يتسع لـ 51,389 متفرج.

## التاريخ
كانت تكلفة إنشاء الملعب 7 ملايين بيزو.

## مراجع

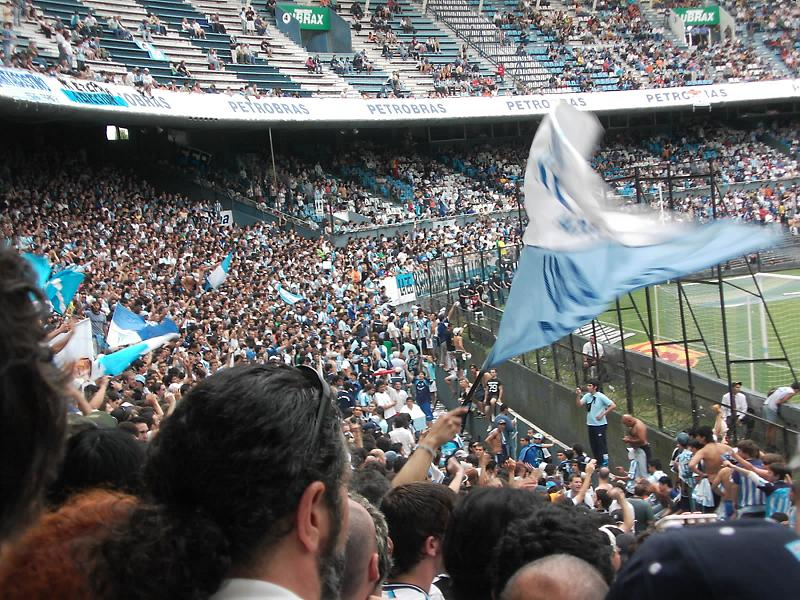
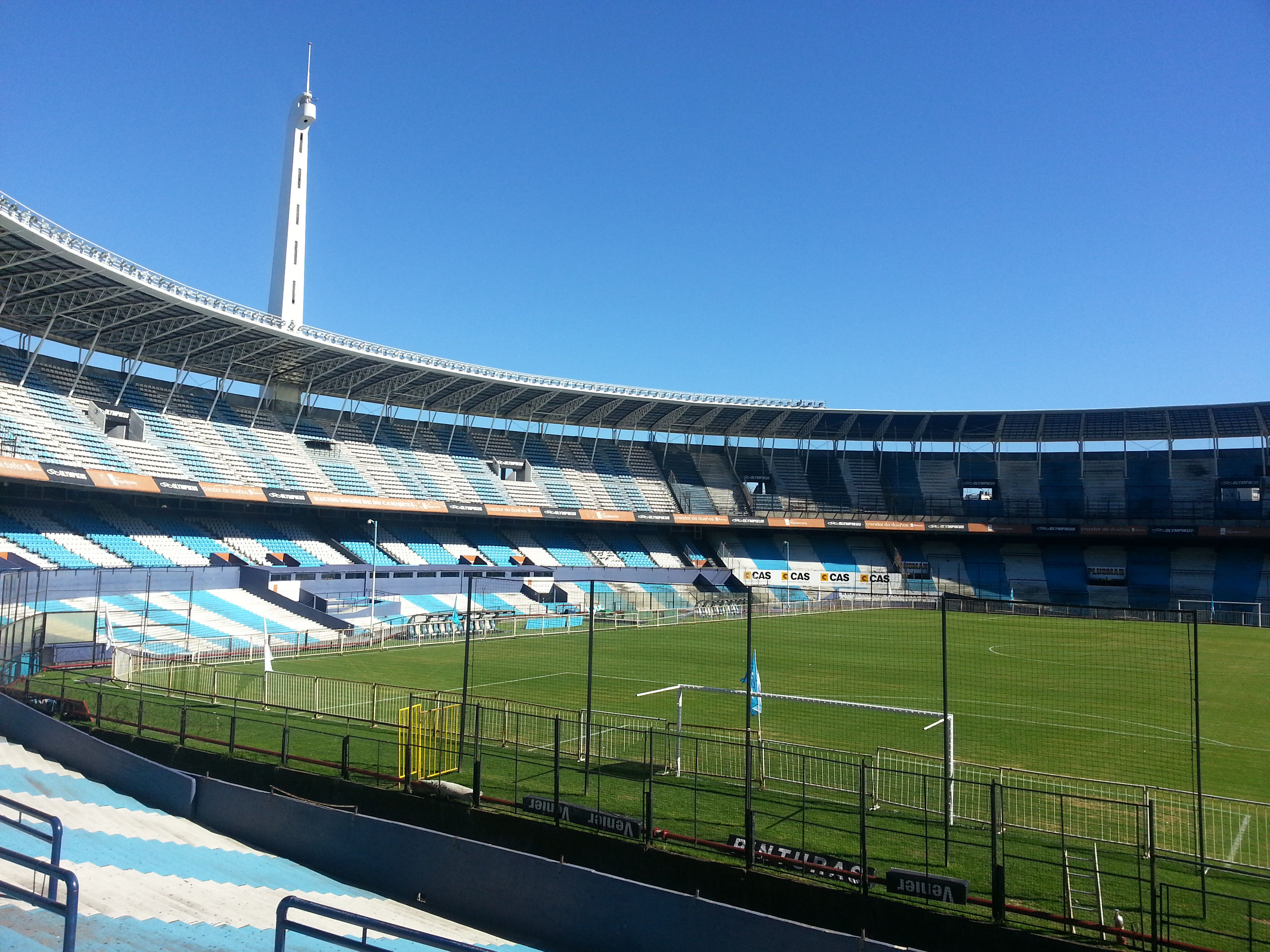
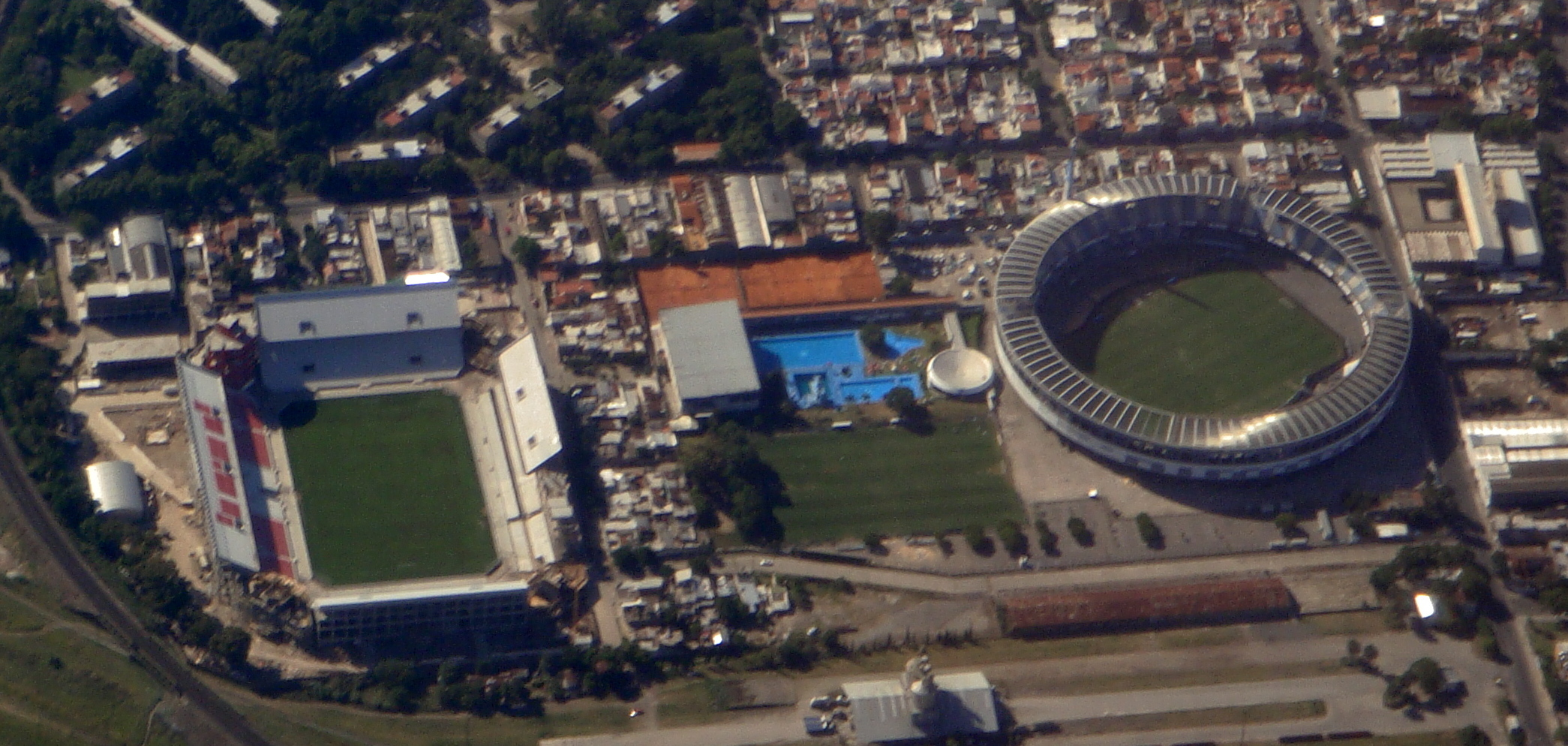